# Asmate flavofasciata
Asmate flavofasciata är en fjärilsart som beskrevs av Leo Schwingenschuss 1962. Asmate flavofasciata ingår i släktet Asmate och familjen mätare. Inga underarter finns listade i Catalogue of Life.